# Гримстон, Джеймс, 2-й граф Верулам
Джеймс Уолтер Гримстон, 2-й граф Верулам (англ. James Walter Grimston, 2nd Earl of Verulam; 20 февраля 1809 — 27 июля 1895) — британский пэр и консервативный политик. Он носил титул учтивости — виконт Гримстон с 1815 по 1845 год.

## Происхождение
Родился 20 февраля 1809 года. Старший сын Джеймса Уолтера Гримстона, 1-го графа Верулама (1775—1845), и леди Шарлотты Дженкинсон (? — 1863). Он получил образование в школе Харроу и в колледже Крайст-Черч в Оксфорде. Он сменил своего отца на посту 2-го графа Верулама в ноябре 1845 года.
В 1860 году The Times отметила, что Джеймс Гримстон был одним из трех, кто имел звание пэра во всех трех королевствах Англии, Шотландии и Ирландии.

## Политика и бизнес
Лорд Верулам был избран в Палату общин Сент-Олбанса в 1830 году и занимал это место до 1831 года, а затем представлял Ньюпорт (Корнуолл) с 1831 по 1832 год и Хартфордшир с 1832 по 1845 год . В 1845 году он унаследовал графский титул и вошёл в Палату лордов. Позже он служил в первых двух администрациях графа Дерби в качестве лорда в ожидании (правительственного кнута в Палате лордов) в 1852 и с 1858 по 1859 год. В 1845—1892 годах он также занимал почетный пост лорда-лейтенанта Хартфордшира.
Во время периода волнений в 1830 году он собрал отряд Кашио Хартфордширской йоменской кавалерии в семейной резиденции Горэмбери-хаус и командовал им в звании капитана. В 1832 году он стал отрядом йоменской кавалерии Южного Хартфордшира, заместителем командира которого он стал в звании майора. Ему было присвоено звание подполковника в 1847 году, когда он и командир Джеймс Гаскойн-Сесил, 2-й маркиз Солсбери, поменялись позициями. Он сохранял командование до 1864 года.

## Крикет и другие виды спорта
Граф Верулам первоклассно играл в крикет, будучи правшой с битой. В основном он был связан с крикетным клубом Мэрилебон (MCC), сыграв 21 матч с 1830 по 1849 год. В современных оценочных карточках до 1845 года он значился как лорд Гримстон. Он также был сторонником боксерского искусства, и в начале 1850-х годов он и его брат Роберт часто посещали клуб Rum Pum-Pas чемпиона в среднем весе Ната Лэнгэма, ресторан и боксерское заведение в Вестминстере, популярное среди аристократии.
Несколько членов его семьи были первоклассными игроками в крикет: играли трое его братьев Эдвард, Роберт и Фрэнсис, а также его племянники Уолтер Гримстон и лорд Хайд.

## Фольклорное общество
Лорд Верулам был первым президентом Фольклорного общества, занимавшим эту должность в 1878—1879 годах. Было высказано предположение, что граф Верулам, как и второй и третий президенты Общества, Фредерик Лайгон, 6-й граф Бошан, и Джордж Бинг, 3-й граф Страффорд, — не был знатоком фольклора, но оказал покровительство Обществу благодаря усилиям Уильяма Джона Томса, директора Общества. Лорд Верулам был заместителем библиотекаря Палаты лордов.

## Семья
12 сентября 1844 года лорд Верулам женился на Элизабет Джоанне Вейланд (? — 5 июля 1886), дочери майора и политика Ричарда Вейланда и Шарлотты Гордон. У них было шестеро детей:
- Леди Гарриот Элизабет Гримстон (ок. 1845 — 15 августа 1888), в 1885 году вышла замуж за генерал-майора Фрэнсиса Харвуда Пура
- Леди Джейн Гримстон (12 декабря 1848 — 2 ноября 1920), в 1897 году вышла замуж за сэра Альфреда Джодрелла, 4-го баронета[англ.]
- Джеймс Уолтер Гримстон, 3-й граф Верулам (11 мая 1852 — 11 ноября 1924), старший сын и преемник отца.
- Коммандер достопочтенный Уильям Гримстон (7 января 1855 — 10 мая 1900), не женат.
- Леди Мод Гримстон (ок. 1857 — 3 сентября 1929), в 1881 году вышла замуж за майора Полина Родон-Гастингса, сына 1-го барона Донингтона и 10-й графини Лаудун
- Преподобный Роберт Гримстон (18 апреля 1860 — 8 июля 1928), в 1896 году женился на Гертруде Вильерс. Среди их четверых детей — консервативный политик Роберт Гримстон, 1-й барон Гримстон из Уэстбери[англ.].

Лорд Верулам умер в июле 1895 года в возрасте 86 лет, и его титулы унаследовал его старший сын Джеймс.